# Oligoaeschna aquilonaris
Oligoaeschna aquilonaris – gatunek ważki z rodziny żagnicowatych (Aeshnidae). Występuje w regionie autonomicznym Kuangsi w południowych Chinach. Opisał go w 2005 roku Keith D.P. Wilson w oparciu o okaz odłowiony w sierpniu 1998 roku w Maoershan w północno-wschodniej części Kuangsi.